# Denise Fabre

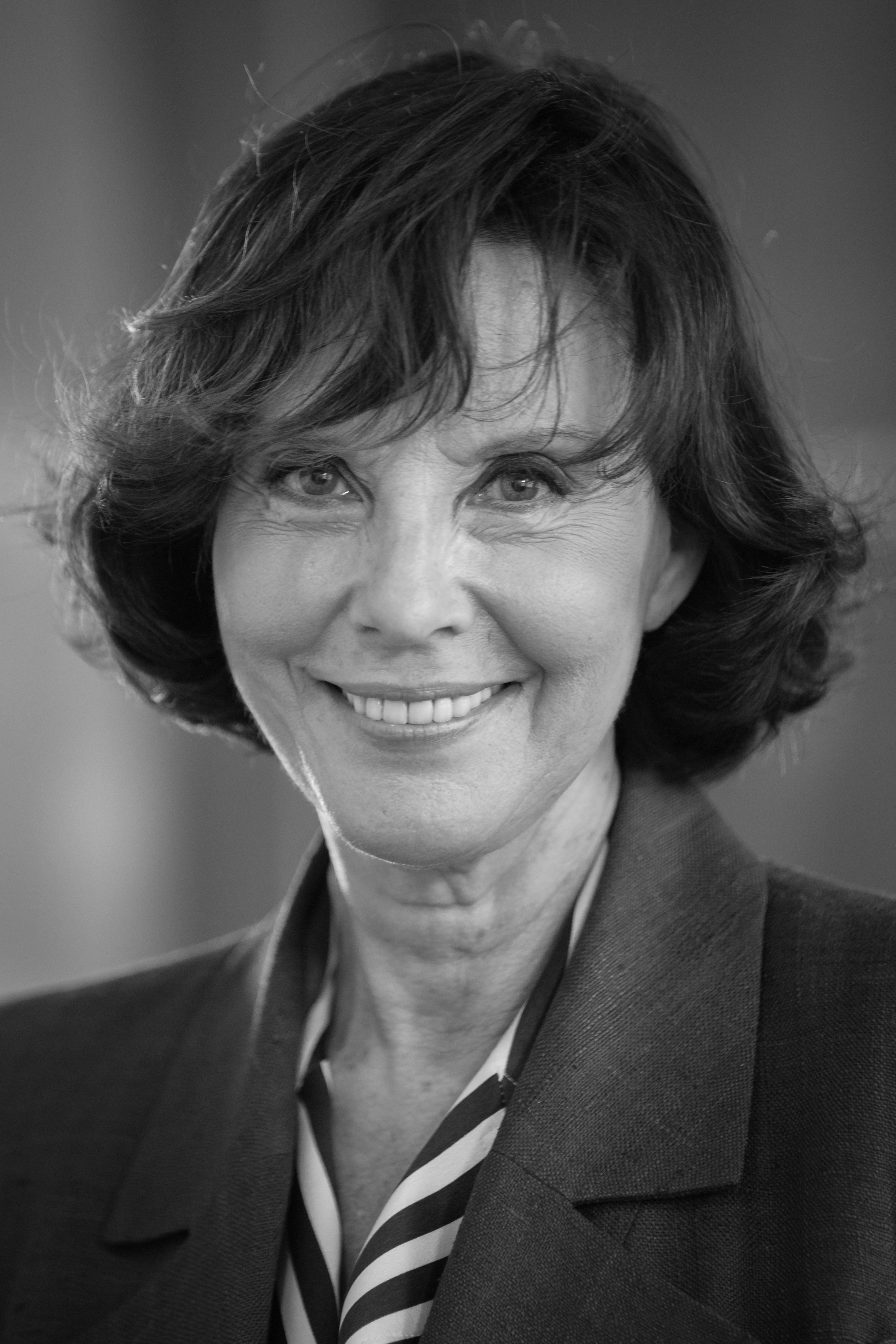
Denise Fabre (2013)

Denise Fabre (* 5. September 1942 in Cagnes-sur-Mer, Provence-Alpes-Côte d’Azur) ist eine französische Programmsprecherin und Moderatorin.

## Leben
Anfang der 1960er Jahre begann sie als Programmsprecherin bei Télé Monte Carlo. 1964 zog sie nach Paris, wo sie fortan in France 2, dem zweiten Programm des ORTF, das Programm ansagte. In der humoristischen Serie Madame êtes-vous libre? von 1971 spielte sie die Hauptrolle der Yvette Frémont. Zusammen mit Léon Zitrone moderierte sie den Concours Eurovision de la Chanson 1978. 2009 und 2010 moderierte sie die Musiktournee Âge tendre et Têtes de bois, die sie in mehrere europäische Länder führte.